# Kampvogn
En kampvogn er et svært pansret, militært køretøj udstyret med en kanon. Kampvognens fremdrift sker sædvanligvis med bælter. En kampvogn omtales ofte ved anglicismen "tank", mens bælterne kan omtales "larvefødder". 
Siden de første kampvogne blev sat i drift under 1. verdenskrig, er der løbende sket opgraderinger i takt med den teknologiske udvikling. De kampvogne, som Tyskland, Frankrig og Storbritannien indledte kampene med under 2. verdenskrig, var relativt let pansrede og bevæbnet med kanoner af en beskeden kaliber. I løbet af krigen udviklede de stridende parter imidlertid kampvogne af en betydelig vægt og kanoner med et kaliber på op mod 100 mm. Eksempelvis den tyske 88 mm luftværnskanon, som viste sig at være en fremragende kampvognskanon. Nazi-Tyskland arbejdede fra midten af 1943 på et udviklingsprojekt med fremstilling af en over 10 meter lang og 185 tons tung kampvogn, Panzer VIII Maus, udrustet med en primær 128 mm anti-tank-kanon samt en sekundær 75 mm kanon. Et par af udviklingsmodellerne, der blev erobret af russerne, er sat sammen til en udstillingsversion, der er udstillet på Kubinka Kampvognsmuseum i Kubinka vest for Moskva.
Kampvognene er efter 2. verdenskrig blevet udstyret med stadig kraftigere kanoner, som ofte er gyrostabiliserede, hvilket gør det muligt at opnå træfning ved skydning under kørsel. Legeringerne, som anvendes til pansringen, har været under konstant udvikling, ligesom forskellige former for tillægspanser er udviklet. En af metoderne er reaktivt panser.
Under 1. verdenskrig benyttede englænderne dæknavnet tank for deres kampvogn, så tyskerne skulle tro, at der var tale om en mobil vandtank. Således betegnes køretøjet fortsat på engelsk tank, ligesom betegnelsen har bredt sig til andre sprog – herunder dansk.

## Svagheder
Som udgangspunkt burde kampvogne være uovervindelige. Men et højt brændstof- og ammunitionsforbrug stiller krav til logistikken, der er sårbar. Desuden betyder deres størrelse og vægt, at de kan have problemer med at færdes i visse typer af terræn. Vægten er afgørende ved f.eks. bropassage. Disse faktorer indskrænker deres brug (især de tunge typer) i uvejsomt eller bjergrigt terræn.
De fleste kampvogne kan kun skyde i én retning ad gangen, så flere kampvogne skal anvendes samtidigt. Men i større formationer kan de være ret udsatte over for angreb fra luften, og i særdeleshed såfremt modstanderen har luftoverlegenhed.
Panserminer hensigtsmæssigt placeret kan standse eller sinke en kampvognsstyrkes fremtrængen. 
Ikke mindst er kampvogne udsatte for mandbårne panserværnsvåben, da besætningens udsyn er dårligt. Selvom besætningen og motoren ikke nødvendigvis påvirkes, så er bælterne meget udsatte og kan være svære at reparere. Det kan blive nødvendigt at løfte kampvognen fri af underlaget for at få reserveled under vejhjulene. En operation, der er yderst vanskelig under beskydning.